# Lilium canadense

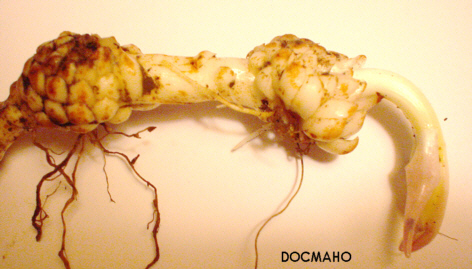
Bulbo do Lilium canadense.

Lilium canadense é uma espécie de planta com flor, pertencente à família Liliaceae.
A planta é nativa do Canadá e alcança a altura de 60–180 cm

## Variedades

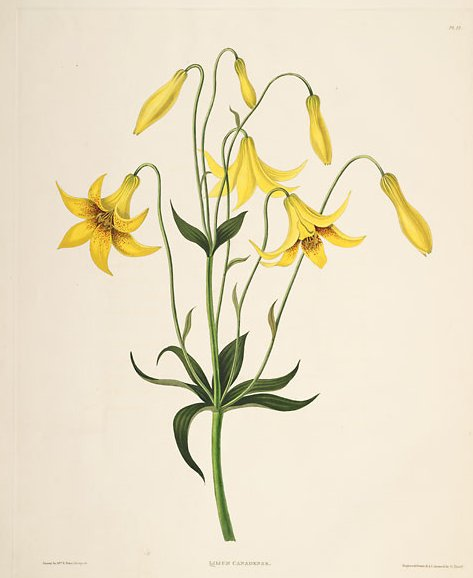
Lilium canadense (ilustração).

- Lilium canadense f. flavum (Pursh) Vict., Contr. Lab. Bot. Univ. Montréal 14: 15. 1929.
- Lilium canadense f. peramoenum (Farw.) B.Boivin & Cody, Rhodora 58: 18. 1956).
- Lilium canadense f. rubrum Britton, Bull. Torrey Bot. Club 17: 125. 1890.
- Lilium canadense var. coccineum Pursh, Fl. Amer. Sept. 1: 229. 1813.
- Lilium canadense var. editorum Fernald, Rhodora 45: 393. 1943.
- Lilium canadense var. flavum Pursh, Fl. Amer. Sept. 1: 229. 1813.
- Lilium canadense var. hartwegii Baker, Gard. Chron. 1871: 1165. 1871.
- Lilium michiganense f. peramoenum (Farw.) Stoker, Lily Year-Book 4: 24. 1935.
- Lilium penduliflorum DC. in P.J.Redouté, Liliac. 2: t. 105. 1805.
- Lilium pendulum Spae, Mém. Couronnés Mém. Savants Étrangers Acad. Roy. Sci. Bruxelles (4to) 19(5): 28. 1847.
- Lilium peramoenum Farw., Bull. Torrey Bot. Club 42: 354. 1915.
- Lilium philadelphicum subsp. editorum (Fernald) Wherry, Bartonia 24: 7. 1947.
- Lilium pulchrum Salisb., Prodr. Stirp. Chap. Allerton: 237. 1796.